# John Bosco Chang Shin-ho
John Bosco Chang Shin-ho (ur. 25 maja 1966 w Daegu) – koreański duchowny katolicki, biskup pomocniczy Daegu od 2016.

## Życiorys

### Prezbiterat
Święcenia kapłańskie otrzymał 25 sierpnia 1998 i został inkardynowany do archidiecezji Daegu. Przez rok pracował jako wikariusz, a następnie odbył w Rzymie studia doktoranckie z liturgiki. Po powrocie do kraju został wykładowcą archidiecezjalnego seminarium, a w 2009 objął funkcję sekretarza komisji liturgicznej przy koreańskiej Konferencji Episkopatu.

### Episkopat
31 maja 2016 papież Franciszek mianował go biskupem pomocniczym diecezji Daegu ze stolicą tytularną Vescera. Sakry biskupiej udzielił mu 12 lipca 2016 ordynariusz - arcybiskup Thaddeus Cho Hwan-kil.